# Ismael Esteban Agüero
Ismael Esteban Agüero (Torrelavega, 16 de setembre de 1983) és un ciclista espanyol, que s'ha especialitzat en el ciclocròs. El 2017, aconseguí guanyar el Campionat d'Espanya d'aquesta modalitat.

## Palmarès en ciclocròs
- 2004-2005
  -  Campió d'Espanya de ciclocròs sub-23
- 2005-2006
  -  Campió d'Espanya de ciclocròs sub-23
- 2016-2017
  -  Campió d'Espanya de ciclocròs
  - 1r al Ciclocròs de Laudio
  - 1r al Gran Premi Les Franqueses
  - 1r al Trofeu San Andrés
- 2017-2018
  -  Campió d'Espanya de ciclocròs
  - 1r al Gran Premi Les Franqueses
- 2018-2019
  - 1r al Ciclocròs de Karrantza
  - 1r al Ciclocròs Ciutat de Xàtiva
- 2019-2020
  - 1r a la Copa d'Espanya de ciclocròs

## Palmarès en ruta
- 2005
  - Vencedor d'una etapa a la Volta a Navarra
  - Vencedor d'una etapa a la Volta al Bidasoa
- 2006
  - 1r a la Volta a Tenerife i vencedor d'una etapa
- 2008
  - Vencedor d'una etapa a la Volta a Castelló